# Bukovo
Bukovo – wieś w Słowenii, w gminie Cerkno. W 2018 roku liczyła 175 mieszkańców.